# Williamsburg (Kentucky)
Williamsburg és una població dels Estats Units a l'estat de Kentucky. Segons el cens del 2000 tenia 5.143 habitants.

## Demografia
Segons el cens del 2000, Williamsburg tenia 5.143 habitants, 1.928 habitatges, i 1.127 famílies. La densitat de població era de 426,1 habitants/km².
Dels 1.928 habitatges en un 26,5% hi vivien nens de menys de 18 anys, en un 38,9% hi vivien parelles casades, en un 16,9% dones solteres, i en un 41,5% no eren unitats familiars. En el 35,6% dels habitatges hi vivien persones soles el 14,6% de les quals corresponia a persones de 65 anys o més que vivien soles. El nombre mitjà de persones vivint en cada habitatge era de 2,2 i el nombre mitjà de persones que vivien en cada família era de 2,87.
Per edats la població es repartia de la següent manera: un 19,5% tenia menys de 18 anys, un 24,9% entre 18 i 24, un 22,2% entre 25 i 44, un 18,4% de 45 a 60 i un 15% 65 anys o més.
L'edat mediana era de 30 anys. Per cada 100 dones de 18 o més anys hi havia 80,2 homes.
La renda mediana per habitatge era de 18.114$ i la renda mediana per família de 25.996$. Els homes tenien una renda mediana de 31.905 $ mentre que les dones 17.339$. La renda per capita de la població era de 11.224$. Entorn del 29,3% de les famílies i el 35,4% de la població estaven per davall del llindar de pobresa.

## Poblacions més properes
El següent diagrama mostra les poblacions més properes.